# 하1단활용
하1단활용(일본어: 下一段活用 시모이치단카쓰요[*], 시모이치단카츠요)이란, 일본어의 고어문법 및 문어문법에서의 일본어 동사의 활용의 하나이다. 모든 활용 어미에 오십음도의 エ단이 들어간다. 구어문법에서는, 그것에 “る, れ, ろ”가, 문어문법에서는 그것에 “る, れ, よ”가 붙는 형태로 변화한다.
문어의 하1단활용은 “蹴る”→걷어차다의 단어 1개 뿐이지만, 이것은 구어에서는 ラ행 5단활용이 됐다.
구어의 하1단활용은 모든 문어의 하2단활용에서 유래하고 있다.
언어학에서 말하면, 하1단활용의 동사는 어간이 모음으로 끝나는 모음 어간 동사이다.
ら 뺀 단어 후보의 하나이다.
외국인을 대상으로 한 일본어 교육에서는 상1단활용과 통틀어서 “그룹 2”로 불리며, 대한민국에서도 마찬가지로 상1단활용과 통틀어서 대부분 “2류 동사”로 불린다.

## 구어
| 행   | 기본형 | 뜻             | 활용형 | 활용형 | 활용형 | 활용형 | 활용형 | 활용형 | 활용형      |
| 행   | 기본형 | 뜻             | 어간   | 미연형 | 연용형 | 종지형 | 연체형 | 가정형 | 명령형      |
| ---- | ------ | -------------- | ------ | ------ | ------ | ------ | ------ | ------ | ----------- |
| ア행 | 見える | 보이다         | 見     | -え    | -え    | -える  | -える  | -えれ  | -えろ/-えよ |
| ア행 | 得る   | 얻다           | (得)   | え     | え     | える   | える   | えれ   | えろ/えよ   |
| カ행 | 受ける | 받다           | 受     | -け    | -け    | -ける  | -ける  | -けれ  | -けろ/-けよ |
| ガ행 | 告げる | 알리다         | 告     | -げ    | -げ    | -げる  | -げる  | -げれ  | -げろ/-げよ |
| サ행 | 見せる | 보이(게 하)다  | 見     | -せ    | -せ    | -せる  | -せる  | -せれ  | -せろ/-せよ |
| ザ행 | 混ぜる | 섞다           | 混     | -ぜ    | -ぜ    | -ぜる  | -ぜる  | -ぜれ  | -ぜろ/-ぜよ |
| タ행 | 捨てる | 버리다         | 捨     | -て    | -て    | -てる  | -てる  | -てれ  | -てろ/-てよ |
| ダ행 | 茹でる | 데치다         | 茹     | -で    | -で    | -でる  | -でる  | -でれ  | -でろ/-でよ |
| ダ행 | 出る   | 나가다, 나오다 | (出)   | で     | で     | でる   | でる   | でれ   | でろ/でよ   |
| ナ행 | 尋ねる | 방문하다       | 尋     | -ね    | -ね    | -ねる  | -ねる  | -ねれ  | -ねろ/-ねよ |
| ナ행 | 寝る   | 자다           | (寝)   | ね     | ね     | ねる   | ねる   | ねれ   | ねろ/ねよ   |
| ハ행 | 経る   | 줄다           | (経)   | へ     | へ     | へる   | へる   | へれ   | へろ/へよ   |
| バ행 | 食べる | 먹다           | 食     | -べ    | -べ    | -べる  | -べる  | -べれ  | -べろ/-べよ |
| マ행 | 求める | 구하다         | 求     | -め    | -め    | -める  | -める  | -めれ  | -めろ/-めよ |
| ラ행 | 入れる | 넣다           | 入     | -れ    | -れ    | -れる  | -れる  | -れれ  | -れろ/-れよ |

- ア행 하1단활용에 속하는 “憂える”→걱정하다는 종지형·연체형이 “うれう”, 가정형이 “うれえ”가 되는 것이 있다. 또, ア행 상1단활용 “憂いる”를 사용하는 것도 있지만, 연용형 이외에는 틀려져있는 것이 많다.
- ア행 하1단활용에 속하는 “得る”는 종지형·연체형, 가정형에서 하2단활용에 속하는 “得る”와 혼용되며, 각각 “うる”, “うれ”가 되는 것이 있다.
- ラ행 하1단활용에 속하는 “呉れる”→주다는, 일반적으로 명령형이 “くれ”가 된다. 다만, 방언이나 옛 구어에서는 “くれろ”가 되는 것도 있다.

## 문어
| 행   | 뜻   | 기본형 | 활용형 | 활용형 | 활용형 | 활용형 | 활용형 | 활용형 | 활용형 |
| 행   | 뜻   | 기본형 | 어간   | 미연형 | 연용형 | 종지형 | 연체형 | 기연형 | 명령형 |
| ---- | ---- | ------ | ------ | ------ | ------ | ------ | ------ | ------ | ------ |
| カ행 | 蹴る | 차다   | (蹴)   | け     | け     | ける   | ける   | けれ   | けよ   |